# Parque solar Los Olivares
El parque solar Los Olivares es un complejo solar situado al norte de la ciudad de Jaén, provincia de Jaén, España. Se ubica junto al Polígono de Managua.

## Construcción
Es la planta fotovoltaica más grande de la provincia y una de las mayores de Andalucía. La planta se construye a través de un convenio entre la Concejalía de Urbanismo del Ayuntamiento de Jaén y la empresa Solar Jiennense.

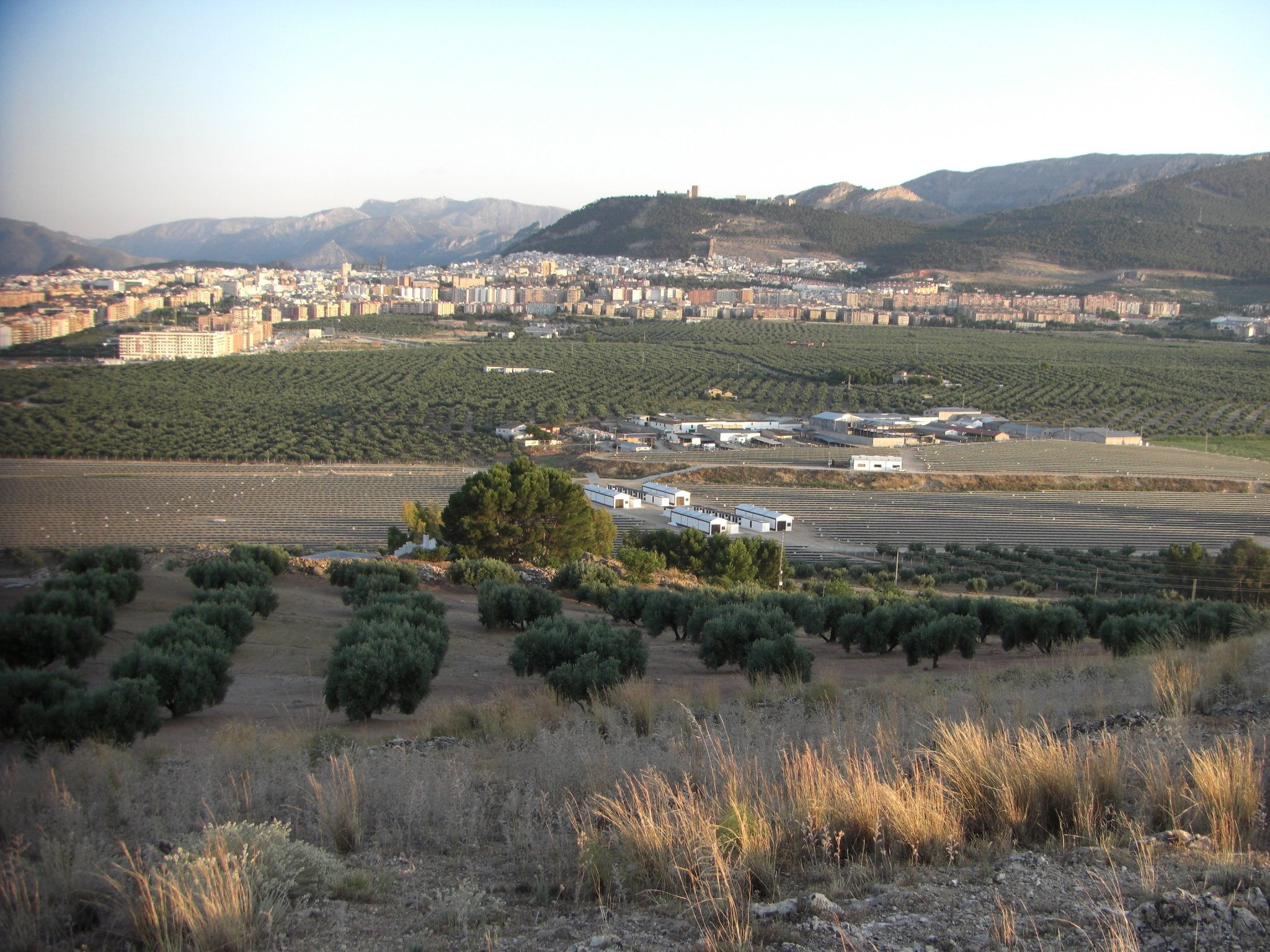
Vistas traseras del parque solar, con Jaén al fondo
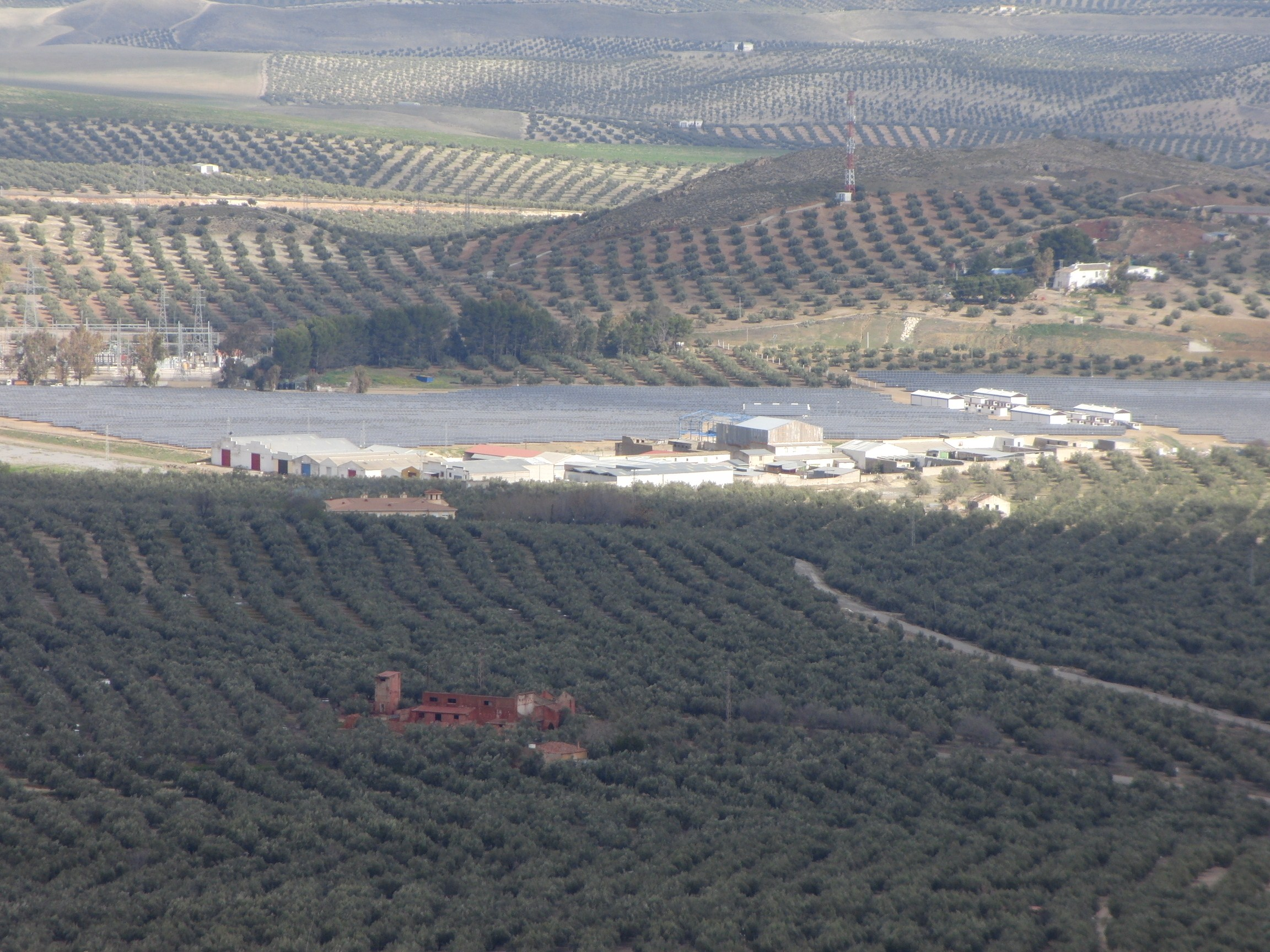
Vista lejana del parque, detrás del Polígono de Managua

## Características
Ocupa una extensión de 18 hectáreas y se compone de 18.000 módulos fotovoltaicos.
Genera 756 megavatios hora al año, equivalente a la energía consumida anualmente en 3.500 hogares. Todo ello evitando la emisión a la atmósfera de 11.322 toneladas de CO2. Además genera electricidad suficiente al consistorio para abastecer todos sus edificios y eventos como la iluminación navideña.
Está construido en dos niveles, por lo que el impacto visual es mínimo.